# Metro al secondo
Il metro al secondo è l'unità di misura della velocità nel sistema internazionale di unità di misura. Si tratta della misura sia della velocità media (una grandezza fisica scalare), sia della velocità istantanea (una grandezza vettoriale).
Il metro al secondo è un'unità derivata, definita dal rapporto fra la distanza in metri e il tempo espresso in secondi. Il simbolo è m/s, o l'equivalente, m s−1.
Indica la velocità di un mobile che percorre lo spazio di un metro ogni secondo.

## Conversioni
1 metro al secondo è equivalente a:
- 3,28084 ft al secondo
- 2,236936 Miglia orarie
- 3,6 km/h, infatti:

{\displaystyle \mathrm {1\ {\frac {m}{s}}=1\,{\frac {m}{s}}\,{\frac {1\,km}{1000\,m}}\,{\frac {3600\,s}{1\,h}}=3{,}6\,{\frac {km}{h}}} }